# Новомихайловский (Хмелевское сельское поселение)
Новомихайловский (также Михайловский) — посёлок в Выгоничском районе Брянской области, в составе Хмелевского сельского поселения. Расположен в 4 км к юго-западу от посёлка Алексеевский. Население — 21 человек (2010).

## История
Возник в 1920-х гг.; до 1929 года входил в Почепскую волость.
| Годы      | 1926 | 1979 | 1989 | 2002 | 2010 |
| --------- | ---- | ---- | ---- | ---- | ---- |
| Население | 99   | 72   | 37   | 29   | 21   |